# So Glad You're Mine
Pistes de Elvis
Paralyzed Old Shep
So Glad You're Mine est une chanson d'Arthur Crudup de 1946, dont l'interprétation la plus célèbre est celle d'Elvis Presley.

## Arthur "Big Boy" Crudup
La version d'Arthur Crudup est un blues enregistré le 22 février 1946, et édité en 78 tours par RCA Victor en septembre.

## Elvis Presley
Le King, qui a déjà repris That's All Right (Mama) et My Baby Left Me du même Crudup, enregistre cette chanson, façon rock 'n' roll, le 30 janvier 1956 à New York. Elle est éditée par RCA le 19 octobre sur l'album Elvis, puis en décembre sur l'EP Elvis, Volume II.

## Autres versions
La chanson a été reprise notamment par : 
- Vince Taylor et ses Play-boys sur l'EP So Glad Your Mine (1961)
- Sleepy John Estes (So Glad I'm Livin') sur l'album Broke and Hungry (1964)
- Shakin' Stevens sur son album éponyme (1978)
- Sonny Burgess en single (1978)
- Tim Hardin sur l'album Hang on to a Dream: The Verve Recordings (1994)
- Peter Case sur l'album Peter Case Sings Like Hell' (1994)
- Junior Wells sur l'album Come on in This House (1996)